# Propebela variabilis
Propebela variabilis é uma espécie de gastrópode do gênero Propebela, pertencente a família Mangeliidae.